# 格语法
格语法（case grammar）是美国语言学家查尔斯·菲尔墨（Charles J. Fillmore）于1960年代末对转换语法进行修正而提出的一种语法分析理论。
格语法继承了转换语法关于深层结构经过转换得到表层结构的基本假设，但在格语法中深层结构表现为中心动词与一组名词短语。这些名词短语与动词间存在语义关系，被称为“深层格”。其中“格”这一术词即是对传统屈折语中表层格概念的推广。菲尔墨认为深层格与表层格不同，它是所有语言共有的，只是转换规则的不同导致了表层结构中表现的不同。但对语言中有多少格并没有定论，可根据需要来确定。菲尔墨建议使用九个格，分别为施事格、感受格、对象格、工具格、来源格、目的格、场所格、时间格、路径格。
例如使用格语法分析（这个学生今天上午在教室用计算器解决问题）一句，其中（解决）为中心动词，（学生）为施事格，（问题）为对象格，（计算器）为工具格，（教室）为场所格，（上午）为时间格。